# Prva slovenska nogometna liga
La Prva slovenska nogometna liga (conosciuta anche come PrvaLiga o 1. SNL) è la massima serie del campionato sloveno di calcio. La squadra più titolata è il Maribor.
È stata istituita nel 1991 dopo la proclamazione di indipendenza dello Stato sloveno, ed è gestita dalla Federazione nazionale (Nogometna zveza Slovenije).
Per la stagione 2022-2023 occupa il 31 posto nel ranking UEFA delle competizioni per club.

## Formula
Le 10 squadre partecipanti disputano un doppio girone di andata e ritorno per un totale di 36 partite. Al termine della stagione la squadra campione sarà ammessa al primo turno di qualificazione della UEFA Champions League. Le squadre classificate al secondo e terzo posto sono ammesse al primo turno di qualificazione della UEFA Europa Conference League, mentre la vincitrice della coppa nazionale al secondo turno. La penultima classificata disputa uno spareggio promozione-retrocessione contro la seconda classificata della 2. SNL, mentre l'ultima classificata retrocede direttamente.

## Storia
Istituito nel 1920, fino alla fine della stagione 1990-1991 il campionato sloveno (chiamato Slovenska republiška nogometna liga) faceva parte della struttura del campionato jugoslavo.
Fino alla stagione 2005-2006 la massima divisione era conosciuta come Liga Si.mobil Vodafone, per poi cambiare nome secondo un accordo di sponsorizzazione con Telekom Slovenije.
Dopo l'indipendenza il campionato è stato per molti anni dominato dall'Olimpia Lubiana, società che frequentava assiduamente la prima divisione jugoslava e quindi possedeva una caratura tecnica e una organizzazione societaria superiore alle avversarie. Col tempo però anche club come il NK Maribor o il NK Gorica furono capaci di insidiare la formazione lubianese che, a causa di problemi finanziari, venne esclusa dal campionato nel 2005. 
Il campionato 2019-2020, così come il resto di tutti i tornei sportivi del mondo (salvo rare eccezioni), è stato sospeso per circa tre mesi causa pandemia di COVID-19, precisamente dall'8 marzo al 5 giugno 2020. Inoltre, le partite giocate dopo lo stop forzato si sono disputate a porte chiuse in modo da evitare assembramenti (così come nella maggior parte del resto delle competizioni sportive mondiali); solo dal mese di luglio gli stadi hanno aperto le porte solo ad un numero limitato di spettatori. Il Celje, vincendo il campionato, ha interrotto l'egemonia Maribor/Olimpia Lubiana che durava da 10 anni.

## Partecipazioni per squadra
Sono 46 le squadre che hanno partecipato alle 35 stagioni Prva slovenska nogometna liga dal 1991-1992 al 2025-2026 (squadre in grassetto):
- 35 volte:  Celje,  Maribor
- 29 volte:  Gorica,  Koper
- 28 volte:  Domžale
- 25 volte:  Rudar Velenje
- 20 volte:  Primorje
- 17 volte:  Olimpia Lubiana[2]
- 15 volte:  Mura,  Olimpia Lubiana[3]
- 9 volte:  Aluminij,  Beltinci,  Korotan Prevalje,  Nafta,  Triglav
- 8 volte:  NŠ Mura
- 7 volte:  Bravo,  Drava Ptuj,  NK Lubiana,  Radomlje
- 5 volte:  Izola,  Krka,  Krško,  Tabor Sežana
- 4 volte:  Dravograd,  Interblock,  Naklo,  Zavrč
- 3 volte:  Bela Krajina,  Dekani,  Slovan Lubiana,  Šmartno ob Paki,  Svoboda,  Zagorje
- 2 volte:  Mura 05,  Steklar,  Slavija Vevče
- 1 volta:  Ankaran Hrvatini,  Jezero Medvode,  Kočevje,  Livar,  Nafta 1903,  Pohorje,  Rogaška,  Rudar Trbovlje,  Železničar Maribor

## Squadre partecipanti
Stagione 2023-2024.
| Club            | Città           | Stadio                        | Stagione precedente  |
| --------------- | --------------- | ----------------------------- | -------------------- |
| Aluminij        | Kidričevo       | Stadio Aluminij Sports Park   | 2º posto in 2. SNL   |
| Bravo           | Lubiana         | Športni park Ljubljana        | 8º posto in 1. SNL   |
| Celje           | Celje           | Arena Petrol                  | 2º posto in 1. SNL   |
| Domžale         | Domžale         | Domžale Sports Park           | 4º posto in 1. SNL   |
| Koper           | Capodistria     | Bonifika                      | 6º posto in 1. SNL   |
| Maribor         | Maribor         | Ljudski vrt                   | 3º posto in 1. SNL   |
| NŠ Mura         | Murska Sobota   | Mestni stadion Fazanerija     | 5º posto in 1. SNL   |
| Olimpia Lubiana | Lubiana         | Stadio Stožice                | Campione di Slovenia |
| Radomlje        | Radomlje        | Domžale Sports Park           | 7º posto in 1. SNL   |
| Rogaška         | Rogaška Slatina | Rogaška Slatina Sports Centre | 1º posto in 2. SNL   |

## Albo d'oro
Viene riportato l'albo d'oro del campionato dal 1992.
- 1991-1992  Olimpia Lubiana[3] (1)
- 1992-1993  Olimpia Lubiana[3] (2)
- 1993-1994  Olimpia Lubiana[3] (3)
- 1994-1995  Olimpia Lubiana[3] (4)
- 1995-1996  Gorica (1)
- 1996-1997  Maribor (1)
- 1997-1998  Maribor (2)
- 1998-1999  Maribor (3)
- 1999-2000  Maribor (4)
- 2000-2001  Maribor (5)
- 2001-2002  Maribor (6)
- 2002-2003  Maribor (7)
- 2003-2004  Gorica (2)
- 2004-2005  Gorica (3)
- 2005-2006  Gorica (4)
- 2006-2007  Domžale (1)
- 2007-2008  Domžale (2)
- 2008-2009  Maribor (8)
- 2009-2010  Koper (1)
- 2010-2011  Maribor (9)
- 2011-2012  Maribor (10)
- 2012-2013  Maribor (11)
- 2013-2014  Maribor (12)
- 2014-2015  Maribor (13)
- 2015-2016  Olimpia Lubiana[2] (1)
- 2016-2017  Maribor (14)
- 2017-2018  Olimpia Lubiana[2] (2)
- 2018-2019  Maribor (15)
- 2019-2020  Celje (1)
- 2020-2021  NŠ Mura (1)
- 2021-2022  Maribor (16)
- 2022-2023  Olimpia Lubiana[2] (3)
- 2023-2024  Celje (2)
- 2024-2025  Olimpia Lubiana[2] (4)

## Vittorie per squadra
| Squadra         | Vittorie | Stagioni |
| --------------- | -------- | --- |
| Maribor         | 16       | 1996-97, 1997-98, 1998-99, 1999-00, 2000-01, 2001-02, 2002-03, 2008-09, 2010-11, 2011-12, 2012-13, 2013-14, 2014-15, 2016-17, 2018-19, 2021-22 |
| Olimpia Lubiana | 4        | 1991-92, 1992-93, 1993-94, 1994-95 |
| Gorica          | 4        | 1995-96, 2003-04, 2004-05, 2005-06 |
| Olimpia Lubiana | 4        | 2015-16, 2017-18, 2022-23, 2024-25 |
| Celje           | 2        | 2019-20, 2023-24 |
| Domžale         | 2        | 2006-07, 2007-08 |
| Koper           | 1        | 2009-10 |
| NŠ Mura         | 1        | 2020-21 |

## Partecipazione alle coppe europee
La vincente del campionato partecipa al primo turno di qualificazione della UEFA Champions League. Solo nell'edizione 1999-00 il Maribor fu capace di raggiungere la fase a gironi. La seconda e la terza classificata accedono al primo turno di qualificazione della UEFA Europa Conference League, mentre alla vincente della Coppa di Slovenia è riservato un posto al secondo turno della stessa competizione. Dal 1995 al 2008 alla terza classificata era attribuito un posto in Intertoto. In questa competizione, nel 2006 sempre il Maribor è riuscito a vincere una delle finali della manifestazione e qualificarsi per i preliminari di  Coppa UEFA.

### Partecipazioni per stagione
| Stagione  | UEFA Champions League | Coppa delle Coppe | Coppa delle Fiere Coppa UEFA UEFA Europa League | UEFA Conference League          | Coppa Intertoto  |
| --------- | --------------------- | ----------------- | ----------------------------------------------- | ------------------------------- | ---------------- |
| 1966-67   | -                     | -                 | Olimpia Lubiana                                 | -                               | -                |
| 1968-69   | -                     | -                 | Olimpia Lubiana                                 | -                               | -                |
| 1970-71   | -                     | Olimpia Lubiana   | -                                               | -                               | -                |
| 1992-93   | Olimpia Lubiana       | Maribor           | Bonifika                                        | -                               | -                |
| 1993-94   | Olimpia Lubiana       | Publikum Celje    | Olimpia Lubiana                                 | -                               | -                |
| 1994-95   | -                     | Maribor           | Olimpia Lubiana Mura                            | -                               | -                |
| 1995-96   | -                     | Mura              | Olimpia Lubiana Maribor                         | -                               | Rudar Velenje    |
| 1996-97   | -                     | Olimpia Lubiana   | Gorica Mura                                     | -                               | Maribor          |
| 1997-98   | Maribor               | Primorje          | Gorica                                          | -                               | Publikum Celje   |
| 1998-99   | Maribor               | Rudar Velenje     | Mura                                            | -                               | Olimpia Lubiana  |
| 1999-00   | Maribor               | -                 | Gorica Olimpia Lubiana                          | -                               | Korotan Prevalje |
| 2000-01   | Maribor               | -                 | Gorica Olimpia Lubiana                          | -                               | Primorje         |
| 2001-02   | Maribor               | -                 | Olimpia Lubiana Gorica                          | -                               | Publikum Celje   |
| 2002-03   | Maribor               | -                 | Gorica Primorje                                 | -                               | Koper            |
| 2003-04   | Maribor               | -                 | Olimpia Lubiana Publikum Celje                  | -                               | Koper            |
| 2004-05   | Gorica                | -                 | Maribor Primorje                                | -                               | Publikum Celje   |
| 2005-06   | Gorica                | -                 | Domžale Publikum Celje                          | -                               | Drava Ptuj       |
| 2006-07   | Gorica                | -                 | Koper Domžale Maribor                           | -                               | Maribor          |
| 2007-08   | Domžale               | -                 | Gorica Koper                                    | -                               | Maribor          |
| 2008-09   | Domžale               | -                 | Interblock Koper                                | -                               | Gorica           |
| 2009-10   | Maribor               | -                 | Gorica Rudar Velenje Interblock                 | -                               | -                |
| 2010-11   | Koper                 | -                 | Maribor Gorica Olimpia Lubiana                  | -                               | -                |
| 2011-12   | Maribor               | -                 | Domžale Koper Olimpia Lubiana                   | -                               | -                |
| 2012-13   | Maribor               | -                 | Olimpia Lubiana Mura 05 Celje                   | -                               | -                |
| 2013-14   | Maribor               | -                 | Olimpia Lubiana Domžale Celje                   | -                               | -                |
| 2014-15   | Maribor               | -                 | Koper Rudar Velenje Gorica                      | -                               | -                |
| 2015-16   | Maribor               | -                 | Celje Domžale Koper                             | -                               | -                |
| 2016-2017 | Olimpia Lubiana       | -                 | Maribor Domžale Gorica                          | -                               | -                |
| 2017-18   | Maribor               | -                 | Gorica Olimpia Lubiana Domžale                  | -                               | -                |
| 2018-19   | Olimpia Lubiana       | -                 | Maribor Domžale Rudar Velenje                   | -                               | -                |
| 2019-20   | Maribor               | -                 | Olimpia Lubiana Domžale NŠ Mura                 | -                               | -                |
| 2020-21   | Celje                 | -                 | NŠ Mura Maribor Olimpia Lubiana                 | -                               | -                |
| 2021-22   | NŠ Mura               | -                 | -                                               | Maribor Olimpia Lubiana Domžale | -                |
| 2022-23   | Maribor               | -                 | -                                               | Koper Olimpia Lubiana NŠ Mura   | -                |

In arancione sono state riportate le presenze dell'Olimpia Lubiana nelle coppe europee, all'epoca nella quale la Slovenia faceva ancora parte della Jugoslavia. Le presenze si riferiscono alla Coppa delle Fiere.